# Mimolette
La mimolette è un formaggio francese prodotto nella regione di Lilla. Il formaggio è prodotto con latte crudo di vacca.
Prodotto anche in Belgio e Paesi Bassi, è noto in fiammingo come commissiekaas.
Il colore arancione tipico di questo formaggio proviene da un colorante naturale (annatto) ricavato dalla pianta Bixa orellana.
Le asperità della crosta derivano dalla presenza, favorita dal casaro in sede di produzione, di acari del formaggio (Tyroglyphus casei), motivo per cui la vendita di questo formaggio è vietata in alcuni paesi.
Il miglior periodo di degustazione va da aprile a settembre, dopo una maturazione variabile tra sei settimane e due anni. Il gusto della Mimolette giovane assomiglia a quello del Parmigiano. A seconda dell'invecchiamento si trovano sul mercato forme giovani (3 mesi), a medio invecchiamento (demi-vieille, 6 mesi), invecchiate (12 mesi) e stravecchie (24 mesi).